# Wangelnstedt
Wangelnstedt là một đô thị trong huyện Holzminden, bang Niedersachsen, Đức. Đô thị Wangelnstedt có diện tích 15,15 km², dân số thời điểm ngày 31 tháng 12 năm 2006 là 667 người.